# Naturum Ottenby
Naturum Ottenby je jedna z mnoha budov Naturum, tj. návštěvnických center, edukačních zařízení a muzeí ve Švédsku. Nachází se vedle majáku Långe Jan na mysu Ölands södra udde v přírodní rezervaci Ottenby v okrese Mörbylånga na ostrově Öland Baltského mořie v kraji Kalmar.

## Další informace
Naturum Ottenby, které bylo postaveno v roce 1997, se nachází v jednom z nejkrásnějších míst Švédska. Architektura prostorné budovy dobře zapadá do okolního prostředí. Z prohlídky exponátů budovy lze získat inspirace pro návštěvu přírodní rezervace Ottenby, vesnice Ottenby a jejiího okolí. Expozice natura jsou zaměřeny na ptáky, tuleně a další živou a neživou přírodu a také na historii a kulturu oblasti Ottenby. Jsou zde interaktivní expozice, poslechy zvuků ptáků, filmový sál aj. a také restaurace Fågel Blå (Ptačí modř) s malebným výhledem aj. Je možné si zde zakoupit suvenýry, zaplatit vstupné na maják Långe Jan a zapůjčit si dalekohled a venku pozorovat ptáky a tuleně na Ölands södra udde. Od natura také začíná většina komentovaných prohlídek s průvodcem. Společně s dalšími organizacemi provozuje naturum tzv. Skådarskolan (Škola pozorování ptactva). Vstup je zdarma.

## Galerie

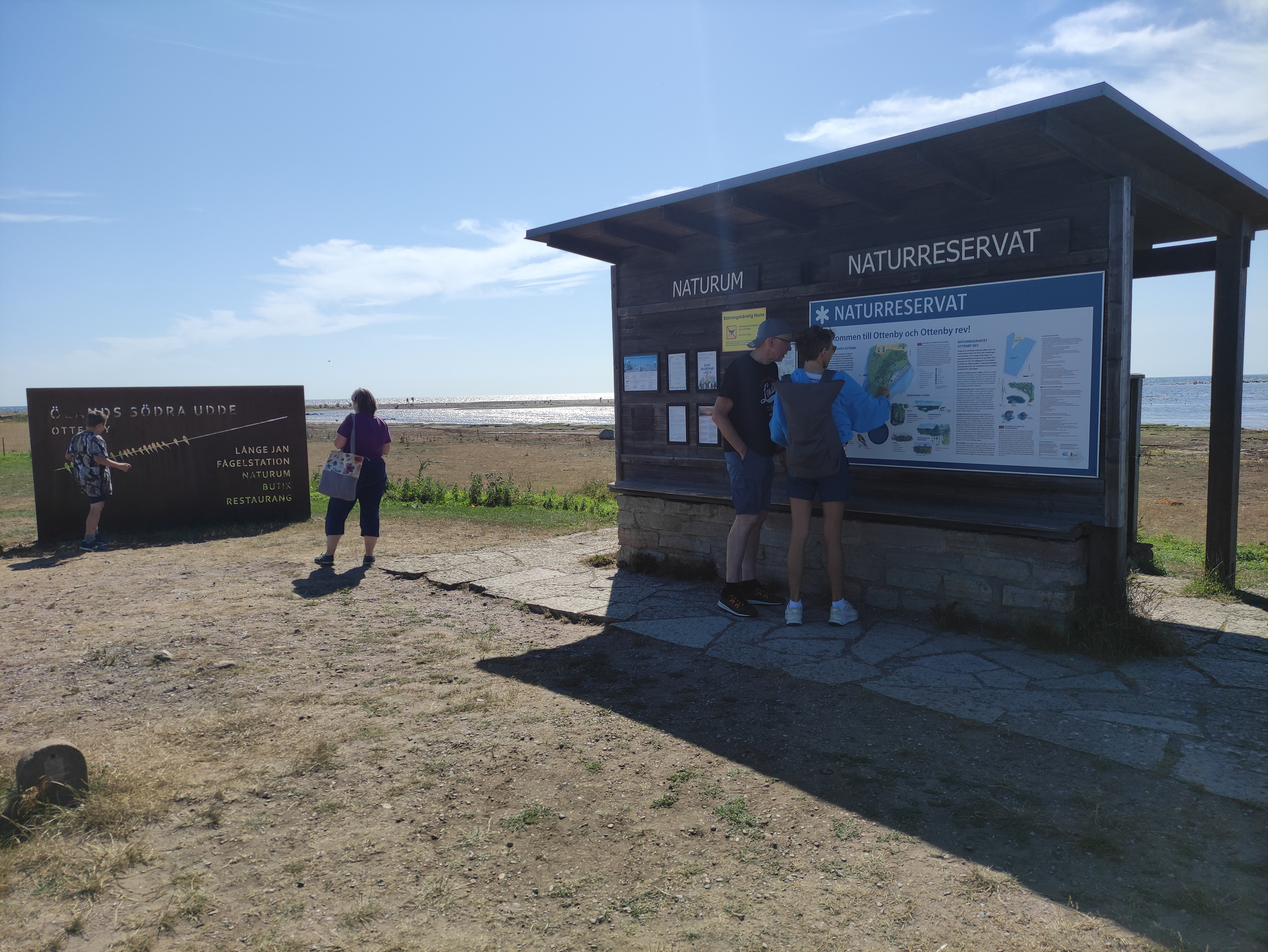
Informační panely na místě